# Distrito de Delhi noreste
Delhi noreste es un distrito de India en el territorio capital nacional de Delhi. Código ISO: IN.DL.NE.
Comprende una superficie de 52 km².
El centro administrativo se encuentra en Shahdara. Dentro del distrito se encuentra la localidad de Khan Pur Dhani.

## Demografía
Según censo 2011 contaba con una población total de 2 240 749 habitantes.